# 吐送江·艾比布拉
吐送江·艾比布拉（1981年3月22日—，化名艾尔肯），维吾尔族，恐怖组织东突厥斯坦伊斯兰运动成员，为中华人民共和国公安部认定通缉的第三批东突分子之一，被国际刑警组织通缉。

## 犯罪活动
2005年，吐送江·艾比布拉以学医为名赴西亚某国，2008年前往南亚某国加入东突厥斯坦伊斯兰运动组织，接受恐怖训练。
自2009年以来，艾比布拉多次进行极端思想和暴力恐怖宣传。2011年8月，艾比布拉与中国境内极端分子和恐怖活动人员联系，传授制作爆炸物的技术，教唆其从互联网上下载相关制作爆炸物的配方，并发展组织成员，针对中国政府进行恐怖活动。